# Appleton (Wisconsin)
Appleton é uma cidade localizada no estado americano do Wisconsin, nos condados de Outagamie, Calumet e Winnebago. É sede de condado do Condado de Outagamie.

## Demografia
Segundo o censo americano de 2010, a sua população era de 78086 habitantes.

## Geografia
Fica na margem do rio Fox.

## Localidades na vizinhança
Oshkosh (SW), Green Bay (NE), Manitowoc (SE), Fond du Lac (S).